# Fauste de Cyzique
Pour les articles homonymes, voir Fauste.
Fauste (ou Fausta) de Cyzique est une martyre chrétienne originaire de Cyzique, en Asie Mineure, morte au début du IVe siècle (vers 303 ou 308 selon les versions).

## Biographie
La vie et le martyre de Fauste sont l'objet de deux versions différentes.
- Dans l'une, issue d'une famille chrétienne, elle est orpheline à treize ans[2]. Comme elle refuse le culte des idoles, le sénateur Evilassios la fait flageller. Devant son martyre, il la relâche et se met à croire au Christ, mais est dénoncé[2].
- Dans l'autre, elle est la fille d'Evilase, prêtre des idoles. Celui-ci découvre que Fauste est chrétienne. Il la torture mais devant son courage, devient chrétien[2].

Ils sont alors tous deux martyrisés : Fauste a la tête trouée et Evilase est ébouillanté et transpercé de clous.
Au VIIIe siècle, les reliques de sainte Fauste sont rapatriées à Fidenciacus en Gascogne. Devant la menace des invasions normandes, elles sont encore déplacées dans le Bas Limousin en 864 à Puy-d'Arnac, puis à Brivezac. En 1247, une partie des reliques est transférée dans le Berry, dans un lieu qui prendra le nom de Sainte-Fauste.

## Culte
Sainte Fauste est fêtée le 6 février et le 20 septembre.
Outre la commune de Sainte-Fauste, il existe un lieu-dit du même nom sur la commune de Cazaubon dans le Gers. En Corrèze, Sainte-Fortunade correspond à Sainte-Fauste. En Rouergue, l'église de Bozouls est dédiée à sainte Fauste.